# Aldo Protti
Aldo Protti (Cremona, 19 luglio 1920 – Cremona, 10 agosto 1995) è stato un baritono italiano.

## Biografia
Inizia a farsi conoscere durante la seconda guerra mondiale partecipando alla trasmissione radiofonica "L'ora del soldato", che l'EIAR dedicava alle forze armate. È poi volontario, sotto la Repubblica Sociale Italiana, nella Guardia Nazionale Repubblicana; non trova invece riscontro una sua presunta militanza nelle brigate nere, che lo avrebbe visto coinvolto in azioni di rastrellamento contro civili e partigiani nella zona della Val di Susa.
Terminato il conflitto, frequenta il Conservatorio di Parma e nel 1948 vince il concorso nazionale di canto indetto a Bologna dall'ENAL. Il debutto avviene il 9 ottobre 1948 al Teatro Pergolesi di Jesi ne Il barbiere di Siviglia. Nell'aprile del 1950 debutta al Teatro alla Scala in Aida, iniziando una carriera internazionale che lo porterà nei più importanti teatri del mondo.
Oltre alla frequente presenza alla Scala per tutti gli anni cinquanta, particolarmente fortunata è la collaborazione con Herbert von Karajan alla Staatsoper di Vienna, dove è costantemente presente dal 1957 al 73 in circa 380 recite.. Appare anche a Chicago e in Sudamerica (Caracas, Buenos Aires). Nel 1961 partecipa alla seconda tournée lirica di artisti italiani in Giappone, di cui rimangono le registrazioni video di Rigoletto, Aida, Andrea Chénier e Pagliacci..
Importante è anche la collaborazione con la RAI, dall'edizione televisiva di Rigoletto del 1955, con la regia di Franco Enriquez, a diverse registrazioni radiofoniche: La forza del destino, Falstaff (Ford), Francesca da Rimini, L'olandese volante, La sposa di Corinto di Pietro Canonica, La morte di Danton di Gottfried von Einem, Genoveva di Schumann. Esegue anche l'oratorio La resurrezione di Cristo di Lorenzo Perosi. Approda tardivamente nel 1985 con Rigoletto al Metropolitan di New York, con il quale fa un tour di grande successo negli States.
Dà l'addio alle scene nel 1989 con una recita di Nabucco a Roncole Verdi, davanti alla casa natale del maestro, nell'ambito del Verdianeum Festival che aveva contribuito ad organizzare. Continua a cantare e insegnare fino all'ultima apparizione in pubblico nel 1995, quando riceve il premio Caruso a Lastra a Signa.
Protti vestì i personaggi di circa cinquanta opere, con una preferenza per il repertorio verdiano; svolse inoltre una notevole attività concertistica. L'opera maggiormente eseguita fu Rigoletto, interpretata quattrocentoventicinque volte.

## Attività politica e controversie
Nel secondo dopoguerra Protti si iscrisse al Movimento Sociale Italiano, diventandone poi dirigente in ambito cremonese; tra il 1980 e il 1982 sedette nel consiglio della provincia di Cremona.
Nel terzo millennio sorsero polemiche in merito all'opportunità di dedicargli una via nella città natale, soprattutto in riferimento ai suoi presunti trascorsi nei rastrellamenti repubblichini; non essendo state trovate prove definitive in tal senso e previo parere unanime della commissione toponomastica cremonese, l'intitolazione odonomastica a Protti ha avuto luogo nel 2010 nei pressi della chiesa di Sant'Ilario.

## Repertorio
| Ruolo                | Titolo                  | Autore      |
| -------------------- | ----------------------- | ----------- |
| Don Pizzarro         | Fidelio                 | Beethoven   |
| Sir Riccardo Forth   | I puritani              | Bellini     |
| Escamillo            | Carmen                  | Bizet       |
| Baldassarre          | L'Arlesiana             | Cilea       |
| Carlo Gérard         | Andrea Chénier          | Giordano    |
| Silvio Tonio/Taddeo  | Pagliacci               | Leoncavallo |
| Compare Alfio        | Cavalleria rusticana    | Mascagni    |
| Nélusko              | L'Africana              | Meyerbeer   |
| Barnaba              | La Gioconda             | Ponchielli  |
| Marcello             | La bohème               | Puccini     |
| Barone Scarpia       | Tosca                   | Puccini     |
| Figaro               | Il barbiere di Siviglia | Rossini     |
| Sigfrido             | Genoveva                | Schumann    |
| Telasco              | Fernando Cortez         | Spontini    |
| Nabucco              | Nabucco                 | Verdi       |
| Rigoletto            | Rigoletto               | Verdi       |
| Conte di Luna        | Il trovatore            | Verdi       |
| Giorgio Gérmont      | La traviata             | Verdi       |
| Guido di Montforte   | I vespri siciliani      | Verdi       |
| Simon Boccanegra     | Simon Boccanegra        | Verdi       |
| Renato               | Un ballo in maschera    | Verdi       |
| Egberto              | Aroldo                  | Verdi       |
| Don Carlo di Vargas  | La forza del destino    | Verdi       |
| Don Rodrigo di Posa  | Don Carlo               | Verdi       |
| Amonasro             | Aida                    | Verdi       |
| Jago                 | Otello                  | Verdi       |
| Ford                 | Falstaff                | Verdi       |
| L'Olandese           | L'olandese volante      | Wagner      |
| Gianciotto Malatesta | Francesca da Rimini     | Zandonai    |

## Discografia

### Incisioni in studio
- L'Arlesiana, con Gianna Pederzini, Juan Oncina, Emma Tegani, Dir. Federico Del Cupolo - Colosseum 1951
- Aida, con Renata Tebaldi, Mario Del Monaco, Ebe Stignani, Dario Caselli, Dir. Alberto Erede - Decca 1952
- Cavalleria Rusticana, con Elena Nicolai, Mario Del Monaco, Dir. Franco Ghione - Decca 1953
- Pagliacci (Prologo, Silvio), con Mario Del Monaco, Clara Petrella, Afro Poli, Piero De Palma, Dir. Alberto Erede - Decca 1953
- Otello, con Renata Tebaldi, Mario Del Monaco, Dir. Alberto Erede - Decca 1954
- La traviata, con Renata Tebaldi, Gianni Poggi - Dir. Francesco Molinari Pradelli - Decca 1954
- Rigoletto, con Mario Del Monaco, Hilde Gueden, Cesare Siepi, Giulietta Simionato, Dir. Alberto Erede - Decca 1954
- Rigoletto (video), con Virginia Zeani, Carlo Zampighi, Nicola Zaccaria, Luisa Ribacchi, Dir. Nino Sanzogno - RAI 1955
- Rigoletto, con Virginia Zeani, Carlo Zampighi, Nicola Zaccaria, Luisa Ribacchi, Dir. Nino Sanzogno - Bongiovanni/Opera Lovers (vers. audio del precedente)
- Cavalleria Rusticana, con Caterina Mancini, Gianni Poggi, Dir. Ugo Rapalo - Philips 1958
- Pagliacci, con Gianni Poggi, Aureliana Beltrami, Walter Monachesi, Dir. Ugo Rapalo - Philips 1958
- Otello, con Mario Del Monaco, Renata Tebaldi, Dir. Herbert Von Karajan - Decca 1961

### Edizioni dal vivo
- Fernando Cortez, Napoli 1951, con Renata Tebaldi, Gino Penno, Italo Tajo, dir. Carlo Maria Giulini - ed. Hardy Classic/IDIS
- Aroldo, Firenze 1953, con Antonietta Stella, Gino Penno, dir. Tullio Serafin - ed. Melodram/Walhall
- Falstaff (Ford), RAI-Milano 1953, con Giuseppe Taddei, Anna Maria Rovere, Anna Maria Canali, Rosanna Carteri, Nicola Monti, dir. Mario Rossi - ed. GOP
- La forza del destino, Firenze 1953, con Renata Tebaldi, Mario Del Monaco, Cesare Siepi, Dir. Dimitri Mitropoulos - ed. Foyer/Archipel
- La forza del destino, La Scala 1955, con Renata Tebaldi, Giuseppe Di Stefano, Giuseppe Modesti, Dir. Antonino Votto - ed. CLS/Andromeda
- Andrea Chenier, La Scala 1955, con Maria Callas, Mario Del Monaco, Dir. Antonino Votto - ed. Cetra/Melodram/Golden Melodram
- Rigoletto, Caracas 1956, con Gianna D'Angelo, Mario Filippeschi, Dir. Rios Reyna - ed. GOP
- La forza del destino, Roma-RAI 1957, con Anita Cerquetti, Pier Miranda Ferraro, Boris Christoff, Dir. Nino Sanzogno - ed. Myto/Bongiovanni
- La forza del destino, Colonia 1957, con Giuseppe Di Stefano, Leyla Gencer, Cesare Siepi, Dir. Antonino Votto - ed. Phoenix/Myto
- Il trovatore, Napoli 1957, con Mario Filippeschi, Antonietta Stella, Fedora Barbieri, Plinio Clabassi, dir. Franco Capuana - ed. Bongiovanni
- Pagliacci, La Scala 1957, con Giuseppe Di Stefano, Clara Petrella, Enzo Sordello, Dir. Nino Sanzogno - ed. Cetra/Movimento Musica
- I puritani, Trieste 1957, con Virginia Zeani, Mario Filippeschi, Vito Susca, Dir. Francesco Molinari Pradelli - ed. Bongiovanni
- Il Barbiere di Siviglia, Napoli 1958, con Alfredo Kraus, Renata Scotto, Carlo Badioli, Enrico Campi, Dir. Vincenzo Bellezza - ed. Bongiovanni
- Francesca da Rimini, RAI-Roma 1958, con Ilva Ligabue, Mirto Picchi, Piero De Palma, dir. Nino Sanzogno - ed. Lyric Distribution
- I vespri siciliani, Trieste 1959, con Margherita Roberti, Pier Miranda Ferraro, Plinio Clabassi, dir. Antonino Votto - ed. Bongiovanni
- La Gioconda, Buenos Aires 1960, con Lucilla Udovich, Flaviano Labò, Mignon Dunn, Norman Scott, dir. Carlo Felice Cillario ed. Opera Lovers/FIORI (MP3)
- Rigoletto, Trieste 1961, con Alfredo Kraus, Gianna D'Angelo, Giorgio Tadeo, Bruna Ronchini, Dir. Francesco Molinari Pradelli - ed. Movimento Musica
- Rigoletto (DVD), Tokio 1961, con Gabriella Tucci, Gianni Poggi, Paolo Washington, Anna Di Stasio, Dir. Arturo Basile - ed. VAI
- Pagliacci (DVD), Tokio 1961, con Mario Del Monaco, Gabriella Tucci, Attilio D'Orazi, Dir. Giuseppe Morelli - ed. VAI
- Aida (DVD), Tokio 1961, con Gabriella Tucci, Mario Del Monaco, Giulietta Simionato, Paolo Washington, Dir. Franco Capuana - ed. VAI
- Andrea Chénier (DVD), Tokio 1961, con Mario del Monaco, Renata Tebaldi, Dir. Franco Capuana - ed. VAI
- Tosca, Vienna 1962, con Floriana Cavalli, Dimiter Usunow, Dir. Herbert Von Karajan - ed. Arkadia
- Don Carlo, Buenos Aires 1962, con Giuseppe Zampieri, Jerome Hines, Regina Resnik, Susana Rouco, dir. Fernando Previtali - ed. Living Stage
- L'Africana, Napoli 1963, con Antonietta Stella, Nicola Nikoloff, Plinio Clabassi, dir. Franco Capuana - ed. Melodram
- I puritani, Catania 1968, con Gabriella Tucci, Luciano Pavarotti, Ruggero Raimondi, Dir. Argeo Quadri - ed. Nota Blu/Butterfly Music
- Aida, Venezia 1970, con Gabriella Tucci, Flaviano Labò, Fiorenza Cossotto, Ivo Vinco, dir. Fernando Previtali - ed. Mondo Musica
- Tosca, Faenza 1972 (complessi del Teatro comunale di Bologna), con Magda Olivero, Giuseppe Giacomini, dir. Ino Savini - ed. Bongiovanni/GOP/Arkadia
- Tosca, Genova 1975, con Magda Olivero, Gianfranco Cecchele, dir. Francesco Molinari Pradelli - ed. Gala

## Premi e riconoscimenti
- 1960 "Viotti d'Oro"
- 1963 "Gazzotti d'Oro"
- 1967 "Palcoscenico d'Oro"